# Mast Farm
The Mast Farm es una granja histórica ubicada cerca de Valle Crucis, condado de Watauga, Carolina del Norte y ahora es Mast Farm Inn . 

## Historia
A finales de 1700, Joseph Mast caminó desde Pensilvania y se estableció en gran parte de la tierra que ahora es Valle Crucis. Alrededor de 1810, su hijo David construyó la cabaña de troncos de dos habitaciones que ahora se encuentra frente a la casa principal en Mast Farm. El hijo de David, Andrew, comenzó a construir la casa principal alrededor de 1880. El hijo de Andrew, D. Finley Mast, lo completó en 1896. Una foto de la casa a principios de 1900 muestra un cartel que dice simplemente: "BROOKSHIDE GRANJA, D. FINLEY MAST, A MEDIA MILLA DE LA OFICINA DE CORREOS". Originalmente, la casa principal constaba solo de la parte más cercana a la carretera: tres pisos de altura, con dos habitaciones en cada piso. Como la mayoría de las casas grandes con llamas abiertas para cocinar, tenía una cocina independiente. La casa principal es una vivienda de dos pisos con techo a dos aguas. A principios de la década de 1900, Finley y su esposa, Josephine, comenzaron a hacer ampliaciones en la casa y a operarla como posada. Durante un período de aproximadamente veinticinco años, se completaron cinco adiciones simétricas diferentes, que finalmente comprendieron trece dormitorios y un baño. Otros edificios que contribuyen son una glorieta de ocho lados (1890), lavadero, casa de primavera, casa de carne, casa de troncos, casa de manzanas (1905), casa de tejido (c. 1812), herrería y granero con techo abuhardillado. La casa de tejido sirvió como la casa de campo original.
The Mast Farm se incluyó en el Registro Nacional de Lugares Históricos en 1972.  También se encuentra en el Distrito Histórico Valle Crucis inscrito en el Registro Nacional.
El Mast Farm Inn es miembro de los Hoteles Históricos de América.
- Lista de hoteles históricos de América